# Slowenische Küche
Die slowenische Küche (slowenisch: slovenska kuhinja) ist die Nationalküche Sloweniens. Sie vereint in sich die gastronomischen Traditionen der mediterranen, alpenländischen, pannonische und Balkanküche.
Die Ursprünge der meisten slowenischen Gerichte liegen in der bäuerlichen Küche, sie sind in der Regel einfach und gehaltvoll. Das Fehlen einer standardisierten „Hochküche“, wie sie sich etwa in den Hauptstädten europäischer Monarchien entwickelte, half dabei, die Vielfalt regionaler Gastronomietraditionen bis zum heutigen Tage zu bewahren.

## Typische Gerichte

### Suppen
- Prežganka – eine Suppe aus Mehlschwitze und Eiern
- Mineštra
- Štajerska kisla juha – eine saure Suppe aus Schweinefleisch

### Fleischgerichte
Verwendung findet das Fleisch von Rindern, Schweinen, Pferden, Schafen und Ziegen, Geflügel, See- und Flussfischen. Als Nationalgericht gelten die Kranjska Klobasa und Pršut.

### Teig- und Mehlspeisen
Durch die kulturräumlichen Überschneidungen mit Österreich und Italien existiert in Slowenien eine Vielzahl an Teig- und Mehlspeisen. Daraus werden sowohl Hauptgerichte, als auch Beilagen und Desserts hergestellt. Zu den Hauptgerichten zählen z. B. Ajdovi žganci aus Buchweizenmehl. Als typisch für Slowenien und zugleich stellvertretend für die regionale Vielfalt gelten Štruklji, eine Art gekochter Strudel, die in zahlreichen Versionen zubereitet werden und als Hauptspeise oder Beilage serviert werden. Zu den wohl bekanntesten Desserts zählen Potica (ein mit Nüssen gefüllter, guglhupfähnlicher Kuchen), die Prekmurska Gibanica und die Kremšnita, eine Spezialität aus Bled.

### Getränke
Der in den drei Weinbauregionen Drautal, Adria-Küstenland und Save-Tal produzierte Wein erfreut sich großer Beliebtheit. Darüber hinaus werden Bier und Spirituosen wie Sliwowitz, Brinjevec (ein Destillat auf der Grundlage von Wacholder) oder Pelinkovac (ein Kräuterlikör) konsumiert. 

## Europäische Regelungen
Zum Schutz ihrer Authentizität sind 28 Lebensmittel oder Gerichte, 17 Weine und vier Spirituosen auf EU-Ebene durch Herkunftsbezeichnungen geschützt. Das Label geschützte Ursprungsbezeichnung (g. U., engl. PDO) tragen u. a. der Nanoški sir und der Tolminc (beides Hartkäse aus Kuhmilch), der Bovški sir (Hartkäse aus Schafsmilch), Honig aus Kočevje und Salz aus Piran. Die geschützte geographische Angabe (g. g. A., engl. PGI) tragen u. a. der Kraški prsut (luftgetrockneter Schinken), die Kranjska Klobasa und das Kürbiskernöl aus Štajerska und Prekmurje. Garantierte traditionelle Spezialitäten (engl. TSG) sind Potica, Prekmurska Gibanica, belokranjska pogača (ein Fladenbrot) und idrijski žlikrofi (gefüllte Teigtaschen).